# Saint-Sulpice-d'Arnoult
Pour les articles homonymes, voir Saint-Sulpice et Arnoult.
Saint-Sulpice-d’Arnoult est une commune du sud-ouest de la France, située dans le département de la Charente-Maritime (région Nouvelle-Aquitaine). Ses habitants sont appelés les Saint-Sulpiçois et les Saint-Sulpiçoises.

## Géographie
La commune est située dans l'ouest du département de la Charente-Maritime, dans l'ancienne province historique de la Saintonge. Appartenant au Midi atlantique, elle peut être rattachée à deux grands ensembles géographiques, le Grand Ouest français et le Grand Sud-Ouest français.
Le village occupe un promontoire calcaire qui se situait jadis en bordure de l'estuaire de l'Arnoult, rivière aujourd'hui réduite à un mince cours d'eau serpentant à travers les champs. Le sol marécageux -les mottes-, riche en humus, fut peu à peu apprivoisé par l'homme, ce qui explique la vocation maraîchère du lieu, patrie du haricot appelé mojhette. Partiellement recouvert par une forêt au cours du Moyen Âge - la forêt de Baconnais - celle-ci sera peu à peu essartée (-défrichée-, d'où le nom de la commune voisine, Les Essards) pour ne plus couvrir qu'environ 1/5 du territoire communal actuel. Ces zones boisées se répartissent en quatre massifs principaux (dont les bois de la Loubatière au nord et ceux de Baudrière à l'ouest), tandis que la majeure partie du bois de l'Isleau, au sud du hameau du même nom, appartient à la commune de Corme-Royal. Ceux-ci se situent sur une éminence calcaire dominant les marais de l'Arnoult tout proches.

### Communes limitrophes
| Beurlay               | Romegoux                | Saint-Porchaire          |
| Pont-l'Abbé-d'Arnoult | Saint-Sulpice-d'Arnoult | Les Essards              |
| Sainte-Gemme          | Balanzac                | Soulignonne, Corme-Royal |

### Lieux-dits et hameaux
Plusieurs hameaux sont répartis sur le territoire communal. Le principal écart est le hameau de l'Isleau, situé au sud de la commune, à proximité des bois du même nom et de la rivière Arnoult. Attesté dès l'époque médiévale, il conserve, outre les vestiges d'un ancien château (Tour de l'Isleau), plusieurs demeures traditionnelles saintongeaises. Les autres lieux-dits présents sur le territoire communal sont les hameaux « les Guillons », « le Plat d'étain », « Baudrière » ou encore « la Loubatière » et « la Treuillère ».

### Axes de communication
Le village de Saint-Sulpice-d'Arnoult se situe au carrefour de deux routes départementales : la  D 117e1, reliant la ville de Pont-l'Abbé-d'Arnoult au village de Corme-Royal, et la  D 122, en provenance du Gua, qui conduit jusqu'au village de Geay. Celle-ci coupe la  D 125 au nord-est du village. Enfin, la partie la plus septentrionale de la commune est traversée par la voie rapide D 18, laquelle fait la jonction entre le village de Saint-Just-Luzac et la ville de Saint-Jean-d'Angély.

### Climat
Le climat est de type océanique : la pluviométrie est relativement élevée en automne et en hiver et les hivers sont doux. L'été reste tempéré grâce à la brise marine. Deux vents venant de l'océan, le noroît et le suroît, soufflent sur les côtes du département. L'ensoleillement de la côte charentaise est très important : avec 2250 heures par an, il est comparable à celui que connaît une partie de la côte méditerranéenne.

#### Données générales
| Ville                   | Ensoleillement · (h/an) | Pluie · (mm/an) | Neige · (j/an) | Orage · (j/an) | Brouillard · (j/an) |
| ----------------------- | ----------------------- | --------------- | -------------- | -------------- | ------------------- |
| Médiane nationale       | 1 852                   | 835             | 16             | 25             | 50                  |
| Saint-Sulpice-d'Arnoult | 2250                    | 755             | 4              | 13             | 26                  |
| Paris                   | 1 717                   | 634             | 13             | 20             | 26                  |
| Nice                    | 2 760                   | 791             | 1              | 28             | 2                   |
| Strasbourg              | 1 747                   | 636             | 26             | 28             | 69                  |
| Brest                   | 1 555                   | 1 230           | 6              | 12             | 78                  |
| Bordeaux                | 2 070                   | 987             | 3              | 32             | 78                  |

| Mois                        | Jan  | Fév  | Mar  | Avr  | Mai  | Jui  | Jui  | Aoû  | Sep  | Oct  | Nov  | Déc  | Année |
| Températures minimales (°C) | 3,4  | 4,0  | 5,4  | 7,4  | 10,7 | 13,7 | 15,8 | 15,7 | 13,7 | 10,5 | 6,3  | 3,9  | 9,2   |
| Températures maximales (°C) | 8,5  | 9,9  | 12,1 | 14,7 | 17,9 | 21,3 | 23,8 | 23,5 | 21,8 | 18,0 | 12,6 | 9,2  | 16,1  |
| Températures moyennes (°C)  | 5,9  | 6,9  | 8,7  | 11,1 | 14,3 | 17,5 | 19,8 | 19,6 | 17,8 | 14,2 | 9,4  | 6,6  | 12,7  |
| Ensoleillement (h)          | 84   | 111  | 174  | 212  | 239  | 272  | 305  | 277  | 218  | 167  | 107  | 85   | 2250  |
| Pluviométrie (mm)           | 82,5 | 66,1 | 57,0 | 52,7 | 61,1 | 42,9 | 35,1 | 46,4 | 56,5 | 81,6 | 91,8 | 81,8 | 755,3 |

#### Ouragan de décembre 1999
La Charente-Maritime est le département français qui a été le plus durement touché par l'ouragan Martin du 27 décembre 1999. Les records nationaux de vents enregistrés ont été atteints avec 198 km/h sur l'île d'Oléron et 194 km/h à Royan.

## Urbanisme

### Typologie
Au 1er janvier 2024, Saint-Sulpice-d'Arnoult est catégorisée commune rurale à habitat dispersé, selon la nouvelle grille communale de densité à 7 niveaux définie par l'Insee en 2022.
Elle est située hors unité urbaine. Par ailleurs la commune fait partie de l'aire d'attraction de Saintes, dont elle est une commune de la couronne,. Cette aire, qui regroupe 62 communes, est catégorisée dans les aires de 50 000 à moins de 200 000 habitants,.

### Occupation des sols
L'occupation des sols de la commune, telle qu'elle ressort de la base de données européenne d’occupation biophysique des sols Corine Land Cover (CLC), est marquée par l'importance des territoires agricoles (77,4 % en 2018), une proportion sensiblement équivalente à celle de 1990 (77,2 %). La répartition détaillée en 2018 est la suivante : 
terres arables (57,1 %), forêts (22,6 %), zones agricoles hétérogènes (16,4 %), prairies (3,9 %). L'évolution de l’occupation des sols de la commune et de ses infrastructures peut être observée sur les différentes représentations cartographiques du territoire : la carte de Cassini (XVIIIe siècle), la carte d'état-major (1820-1866) et les cartes ou photos aériennes de l'IGN pour la période actuelle (1950 à aujourd'hui).

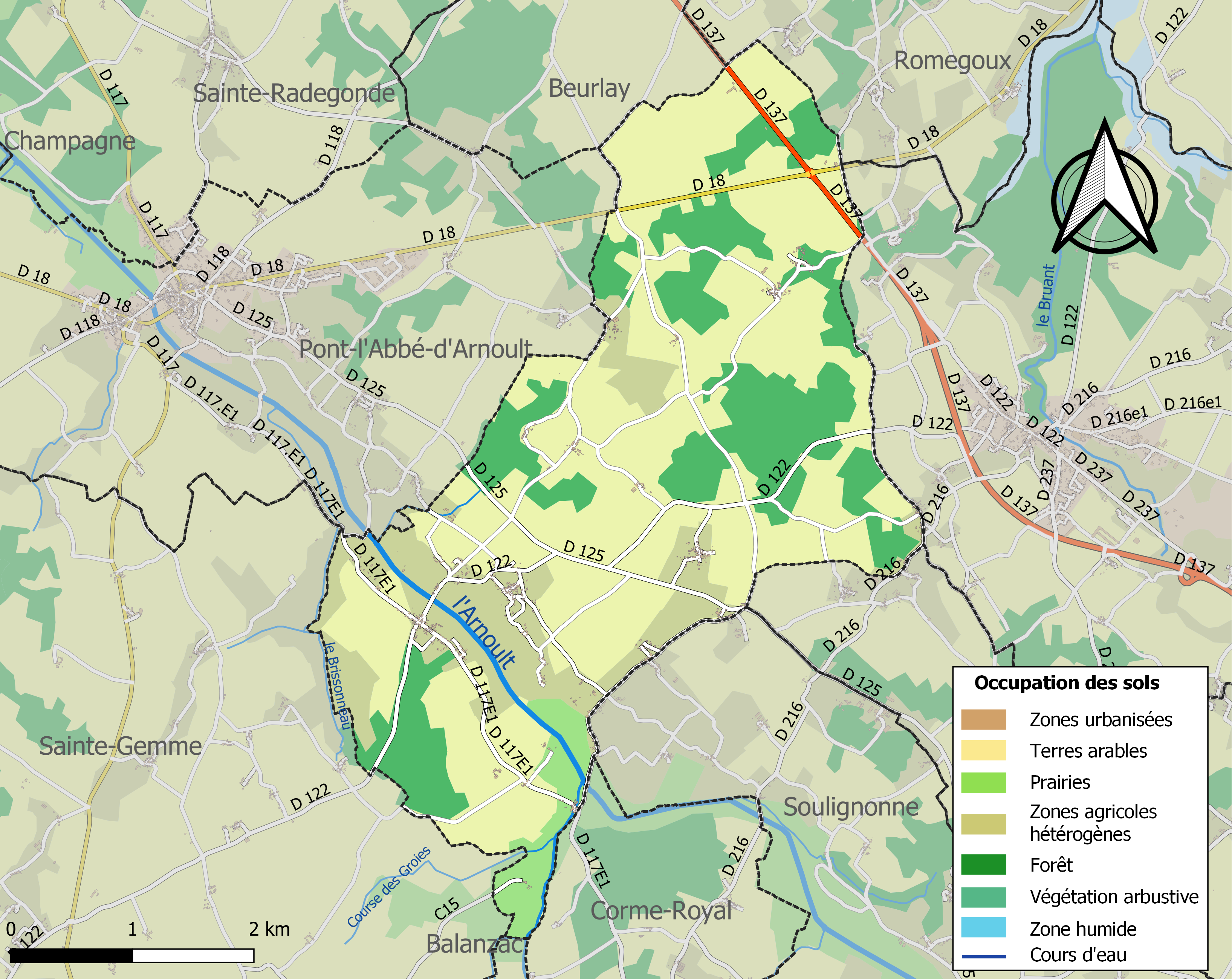
Carte des infrastructures et de l'occupation des sols de la commune en 2018 (CLC).

### Risques majeurs
Le territoire de la commune de Saint-Sulpice-d'Arnoult est vulnérable à différents aléas naturels : météorologiques (tempête, orage, neige, grand froid, canicule ou sécheresse), inondations, mouvements de terrains et séisme (sismicité faible). Il est également exposé à un risque technologique, le transport de matières dangereuses. Un site publié par le BRGM permet d'évaluer simplement et rapidement les risques d'un bien localisé soit par son adresse soit par le numéro de sa parcelle.

#### Risques naturels
Certaines parties du territoire communal sont susceptibles d’être affectées par le risque d’inondation par débordement de cours d'eau, notamment l'Arnoult. La commune a été reconnue en état de catastrophe naturelle au titre des dommages causés par les inondations et coulées de boue survenues en 1982, 1999 et 2010,.

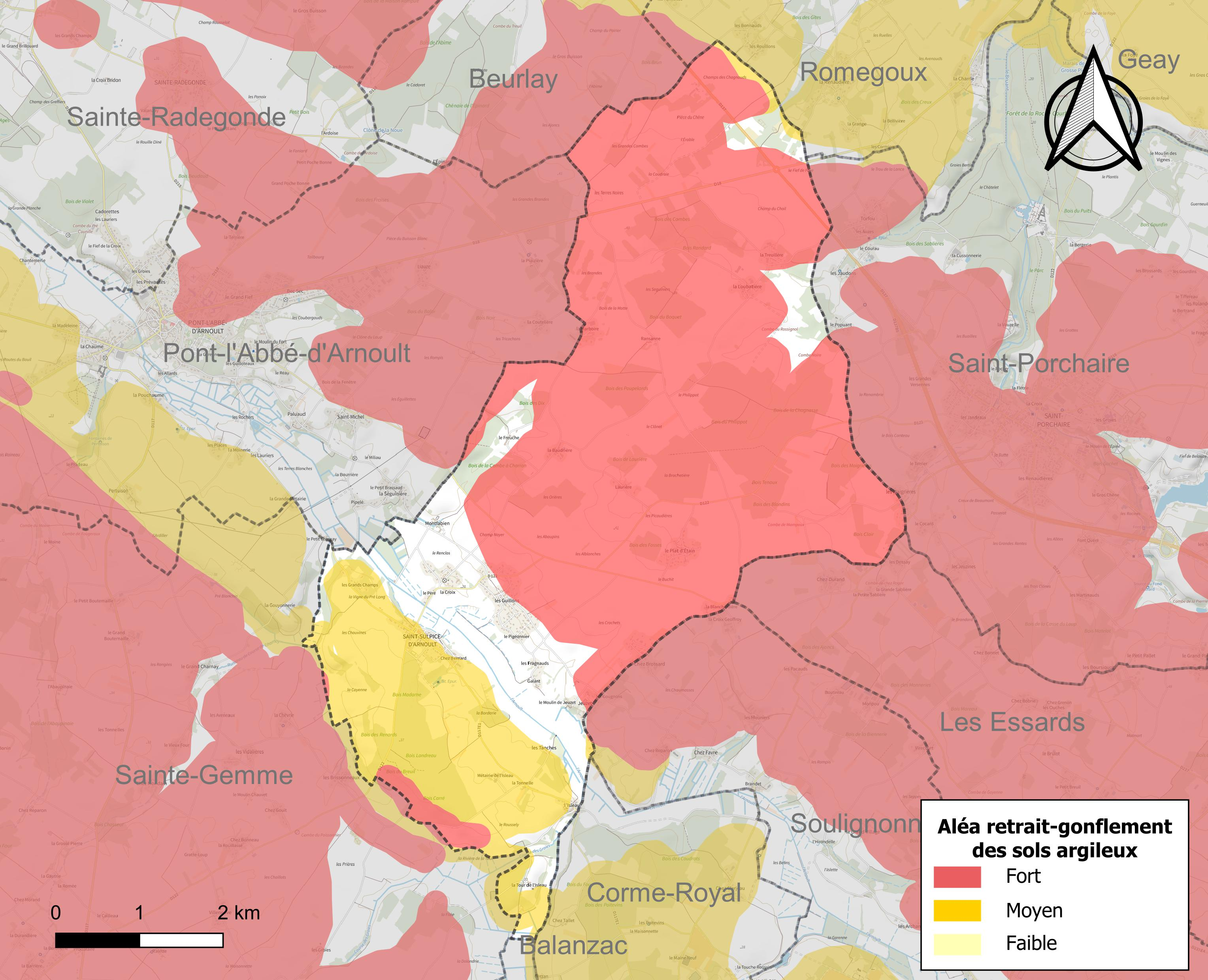
Carte des zones d'aléa retrait-gonflement des sols argileux de Saint-Sulpice-d'Arnoult.

Les mouvements de terrains susceptibles de se produire sur la commune sont des affaissements et effondrements liés aux cavités souterraines (hors mines) et des tassements différentiels. Par ailleurs, afin de mieux appréhender le risque d’affaissement de terrain, l'inventaire national des cavités souterraines permet de localiser celles situées sur la commune.
Le retrait-gonflement des sols argileux est susceptible d'engendrer des dommages importants aux bâtiments en cas d’alternance de périodes de sécheresse et de pluie. 83,5 % de la superficie communale est en aléa moyen ou fort (54,2 % au niveau départemental et 48,5 % au niveau national). Sur les 380 bâtiments dénombrés sur la commune en 2019, 234 sont en aléa moyen ou fort, soit 62 %, à comparer aux 57 % au niveau départemental et 54 % au niveau national. Une cartographie de l'exposition du territoire national au retrait gonflement des sols argileux est disponible sur le site du BRGM,.
Par ailleurs, afin de mieux appréhender le risque d’affaissement de terrain, l'inventaire national des cavités souterraines permet de localiser celles situées sur la commune.
Concernant les mouvements de terrains, la commune a été reconnue en état de catastrophe naturelle au titre des dommages causés par la sécheresse en 1989 et 2005 et par des mouvements de terrain en 1999 et 2010.

#### Risques technologiques
Le risque de transport de matières dangereuses sur la commune est lié à sa traversée par une ou des infrastructures routières ou ferroviaires importantes ou la présence d'une canalisation de transport d'hydrocarbures. Un accident se produisant sur de telles infrastructures est susceptible d’avoir des effets graves sur les biens, les personnes ou l'environnement, selon la nature du matériau transporté. Des dispositions d’urbanisme peuvent être préconisées en conséquence.

## Toponymie
La commune tire son nom du saint éponyme, évêque de Bourges sous le règne du roi Clotaire II, et de sa situation à proximité de la rivière Arnoult.

## Administration

### Liste des maires
| Période                                  | Période  | Identité             | Étiquette | Qualité       |
| ---------------------------------------- | -------- | -------------------- | --------- | ------------- |
| 2001                                     | 2008     | Jean-André Chabaneix |           |               |
| 2008                                     | En cours | Liliane Signat       | DVD       | Fonctionnaire |
| Les données manquantes sont à compléter. |          |                      |           |               |

### Région
À la suite de la réforme administrative de 2014 ramenant le nombre de régions de France métropolitaine de 22 à 13, la commune appartient depuis le 1er janvier 2016 à la région Nouvelle-Aquitaine, dont la capitale est Bordeaux. De 1972 au 31 décembre 2015, elle a appartenu à la région Poitou-Charentes, dont le chef-lieu était Poitiers.

## Démographie
D'après les dernières informations publiées par l'INSEE en 1999, la population de la commune est de 491 habitants, répartis sur une superficie de 1612 hectares, soit une densité de population de 30 habitants au kilomètre carré. Après avoir longtemps souffert de l'exode rural, la population de la commune a recommencé à croître à partir de la seconde moitié de la décennie 1970-1980, ce dont témoigne le recensement de 1982. Entre les recensements de 1975 et 1982, la population a crû de 12 habitants ; ce mouvement de croissance régulier ne s'est pas démenti à ce jour. Les statistiques indiquent une part des moins de 25 ans dans la population de 28,2 %, tandis que celle des non-diplômés atteint 32 %. Les familles monoparentales représentent quant à elles 7,5 % de la population communale. La part des étrangers dans la population est très faible : elle est actuellement de l'ordre de 0,8 %.

### Évolution de la population
L'évolution du nombre d'habitants est connue à travers les recensements de la population effectués dans la commune depuis 1793. Pour les communes de moins de 10 000 habitants, une enquête de recensement portant sur toute la population est réalisée tous les cinq ans, les populations de référence des années intermédiaires étant quant à elles estimées par interpolation ou extrapolation. Pour la commune, le premier recensement exhaustif entrant dans le cadre du nouveau dispositif a été réalisé en 2007.

En 2022, la commune comptait 919 habitants, en évolution de +9,27 % par rapport à 2016 (Charente-Maritime : +4,04 %, France hors Mayotte : +2,11 %).
| 1793 | 1800 | 1806 | 1821 | 1831 | 1836 | 1841 | 1846 | 1851 |
| ---- | ---- | ---- | ---- | ---- | ---- | ---- | ---- | ---- |
| 410  | 460  | 407  | 421  | 481  | 506  | 519  | 531  | 530  |

| 1856 | 1861 | 1866 | 1872 | 1876 | 1881 | 1886 | 1891 | 1896 |
| ---- | ---- | ---- | ---- | ---- | ---- | ---- | ---- | ---- |
| 546  | 549  | 540  | 525  | 562  | 548  | 518  | 501  | 499  |

| 1901 | 1906 | 1911 | 1921 | 1926 | 1931 | 1936 | 1946 | 1954 |
| ---- | ---- | ---- | ---- | ---- | ---- | ---- | ---- | ---- |
| 535  | 546  | 520  | 465  | 465  | 447  | 439  | 456  | 459  |

| 1962 | 1968 | 1975 | 1982 | 1990 | 1999 | 2006 | 2007 | 2012 |
| ---- | ---- | ---- | ---- | ---- | ---- | ---- | ---- | ---- |
| 409  | 385  | 389  | 401  | 465  | 491  | 595  | 610  | 716  |

| 2017 | 2022 | - | - | - | - | - | - | - |
| ---- | ---- | - | - | - | - | - | - | - |
| 865  | 919  | - | - | - | - | - | - | - |

### Pyramide des âges
La population de la commune est relativement jeune.
En 2018, le taux de personnes d'un âge inférieur à 30 ans s'élève à 39,6 %, soit au-dessus de la moyenne départementale (29 %). À l'inverse, le taux de personnes d'âge supérieur à 60 ans est de 20,6 % la même année, alors qu'il est de 34,9 % au niveau départemental.
En 2018, la commune comptait 415 hommes pour 458 femmes, soit un taux de 52,46 % de femmes, légèrement supérieur au taux départemental (52,15 %).
Les pyramides des âges de la commune et du département s'établissent comme suit.
| Hommes | Classe d’âge | Femmes |
| ------ | ------------ | ------ |
| 0,2    | 90 ou +      | 0,4    |
| 5,9    | 75-89 ans    | 5,8    |
| 15,9   | 60-74 ans    | 13,1   |
| 15,1   | 45-59 ans    | 17,0   |
| 25,3   | 30-44 ans    | 22,2   |
| 11,9   | 15-29 ans    | 14,1   |
| 25,7   | 0-14 ans     | 27,4   |

| Hommes | Classe d’âge | Femmes |
| ------ | ------------ | ------ |
| 1,1    | 90 ou +      | 2,6    |
| 10,1   | 75-89 ans    | 12,6   |
| 22     | 60-74 ans    | 23,2   |
| 20,1   | 45-59 ans    | 19,7   |
| 16,1   | 30-44 ans    | 15,6   |
| 15,2   | 15-29 ans    | 12,7   |
| 15,4   | 0-14 ans     | 13,6   |

## Économie
La commune est essentiellement tournée vers les activités agricoles (maraîchage -en particulier production de haricots appelés mojhettes-, culture des céréales et élevage). Une partie croissante de la population vit de l'artisanat, du commerce et des services.
En 1999, le taux de chômage était inférieur à la moyenne nationale (11,2 % contre 12,6 %), tandis que le taux d'activité des personnes âgées de 20 à 59 ans se rapprochait de la moyenne nationale, soit 81 % contre 82,2 % dans le reste de l'hexagone. En 2005, la majorité des demandeurs d'emploi se situait dans la tranche d'âge des  25-49 ans (50 %), suivis par les moins de 25 ans (35,7 %) et les plus de 50 ans (14,3 %).
Les actifs forment la majorité de la population (41,5 %), suivis par les jeunes scolarisés (22 %) et les retraités (21 %). Parmi les actifs, 33,9 % sont ouvriers, 23,7 % travaillent dans les professions intermédiaires, 22 % sont employés, 10,2 % sont artisans ou commerçants, 6,8 % sont agriculteurs.

## Lieux et monuments

### L'église Saint-Sulpice

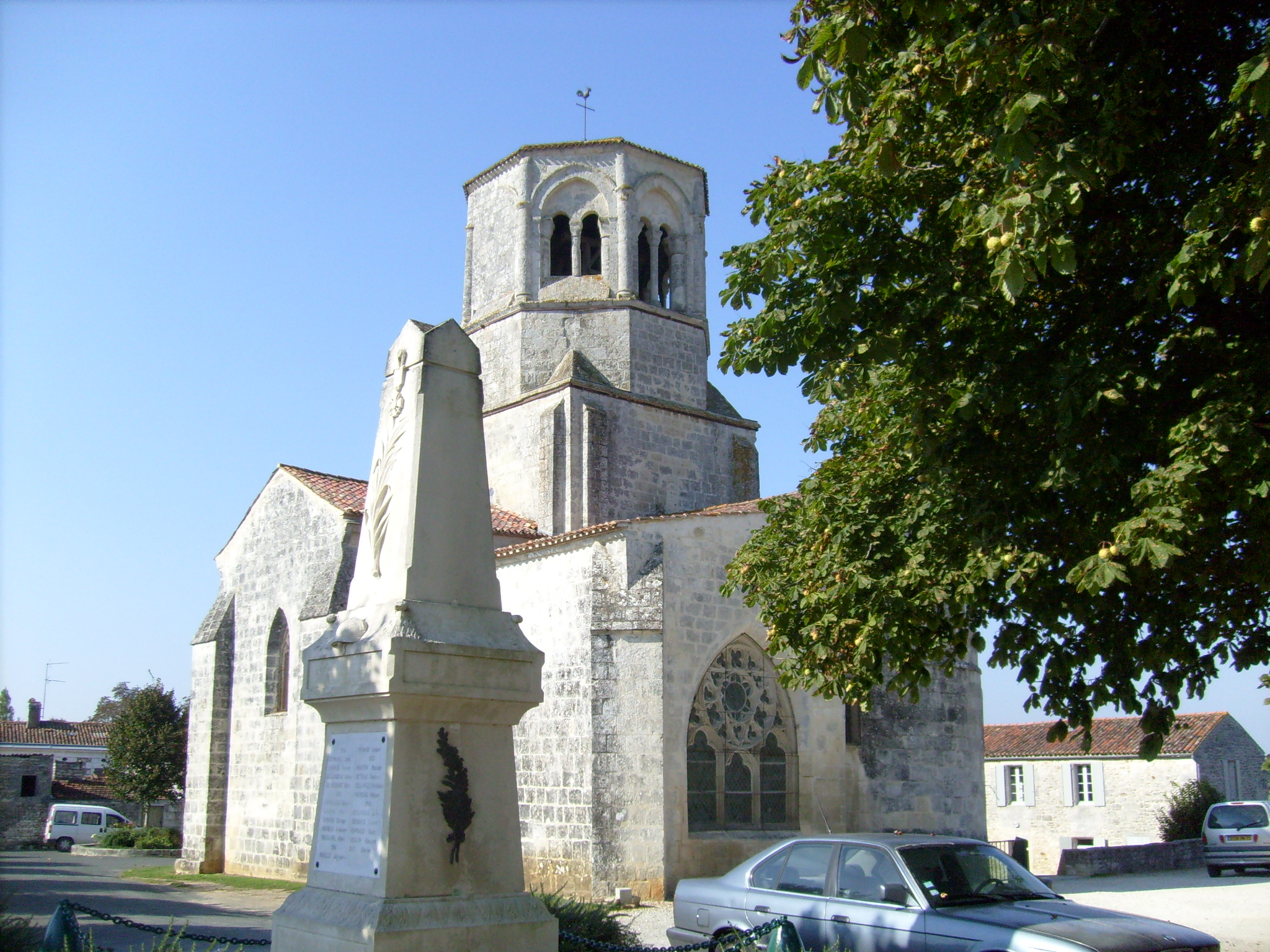
Chevet de l'église Saint-Sulpice.

Si cette église est citée pour la première fois en 1047, l'essentiel du sanctuaire actuel date du XIIe siècle. De cette époque date le portail occidental, de style roman saintongeais. Celui-ci comporte plusieurs voussures ornées notamment d'oiseaux et de grappes de raisin. De part et d'autre du portail, deux sculptures représentant des lions dévorant des damnés qui y sont représentés : ce type de représentations se retrouve dans plusieurs églises voisines, telles celles de Nieul-lès-Saintes ou La Clisse. La partie supérieure de la façade, percée d'une baie, est dépourvue de toute ornementation. Au XIIIe siècle ou XIVe siècle, l'église est reprise dans le style gothique : de cette époque datent le clocher octogonal ainsi que la chapelle sud du transept, qui est venue remplacer l'absidiole originelle. Au XVIIe siècle, de nouvelles modifications ont été apportées à la structure de l'édifice, notamment par la reconstruction de l'abside et d'une partie du croisillon nord.
L'édifice actuel forme un plan en croix latine, comportant une nef de quatre travées, voûtée en berceau et éclairée par une série d'ouvertures : quatre baies romanes et deux gothiques, qui datent du XVIIe siècle. À la croisée du transept, sur le mur sud, un contrefort intérieur fort inhabituel fut édifié au XIIIe siècle afin de renforcer le nouveau clocher. Celui-ci, établi à la croisée du transept, passe d'une base quadrangulaire à une structure octogonale, percé à l'origine de huit ouvertures gothiques dont trois ont été bouchées ultérieurement.

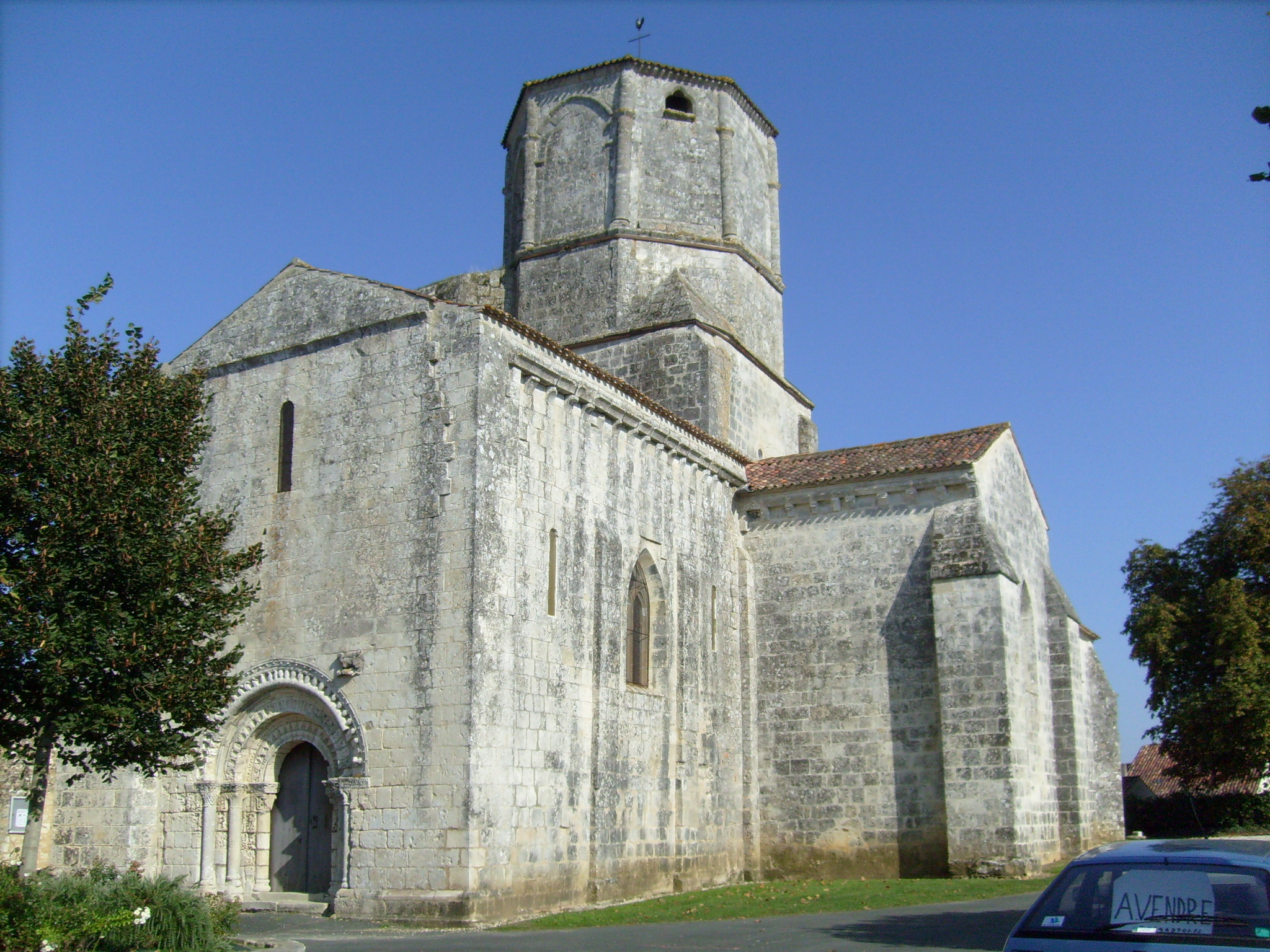
vue générale de l'église Saint-Sulpice.

Le croisillon nord est prolongé d'une absidiole reprise au XVIIe siècle, tandis que le croisillon sud fut totalement remanié au XIIIe siècle. Entièrement voûté d'ogives, il se prolonge d'une chapelle de deux travées se terminant par un mur percé d'une fenêtre à remplage de style gothique. Sous le croisillon se trouvent les restes d'une crypte semi-enterrée datant probablement du XIIe siècle. Une trappe ouvre encore sur ce qu'il en reste, mais toute sa partie supérieure a été arasée. Enfin, le chœur, qui forme une travée, se prolonge par une abside éclairée de deux baies ogivales. À l'entrée du chœur se trouvent plusieurs chapiteaux du XIIe siècle. Très frustes, ils sont à rapprocher de ceux des églises de Sainte-Gemme et de Thézac.
L'église Saint-Sulpice est classée monument historique depuis 1924.

### Tour de l'Isleau

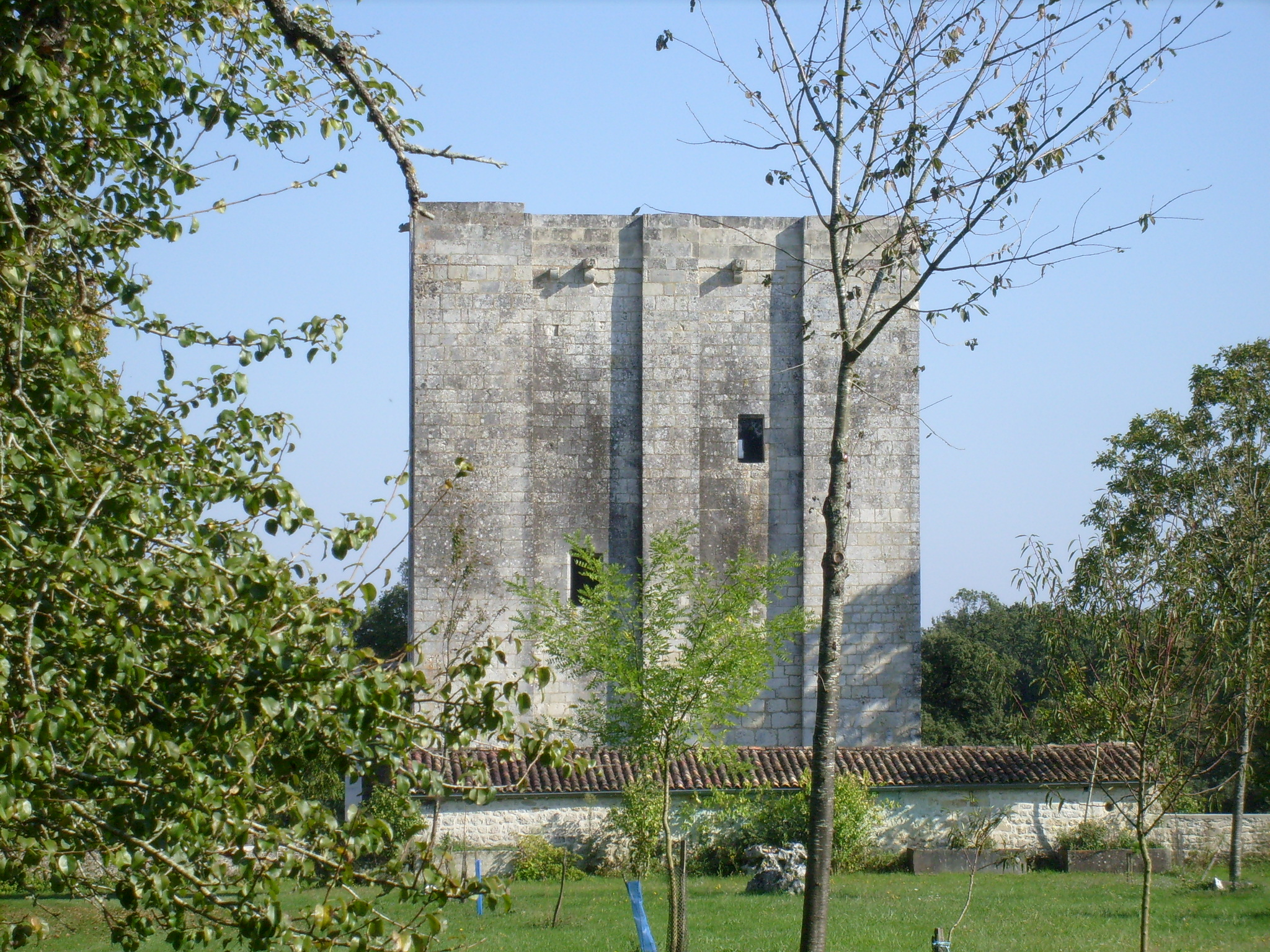
La tour de l'Isleau.

Autrefois appelé « Tour de l'Islot », ce vestige féodal datant du XIIe siècle est tout ce qu'il reste d'un ancien château-fort, dont la construction est attribuée à Henri III Plantagenêt, duc d'Aquitaine et comte de Poitou. Le premier seigneur connu avec certitude apparaît dans un aveu rendu en 1368: il s'agit de Pont de Vivonne, chevalier, « Tesmoing de vérité » sous le scel de sa « chastellerie de Lileau près de Pontlabay ». Au cours des XVIIe et XVIIIe siècles, le domaine devint la propriété des barons de la Chaume. Transformé en exploitation agricole au cours du XIXe siècle, l'ensemble est à demi ruiné et envahi par les herbes folles lorsqu'il est racheté par ses actuels propriétaires. Ceux-ci ont entrepris la restauration de l'ensemble en 1974, et ont obtenu le prix de l'Académie de Saintonge en 2003, en récompense de leurs efforts. Propriété privée, il est toutefois impossible de le visiter à l'heure actuelle.
Le donjon, de forme quadrangulaire, mesurait autrefois plus de trente mètres. Il forme actuellement un ensemble de 17 mètres de haut sur 11 mètres de côté. Sa structure l'apparente aux constructions anglaises primitives : il est encore possible de distinguer la base des quatre tours d'angle qui se dressaient autrefois au-dessus de la terrasse, elle-même protégée de créneaux, aujourd'hui disparus.
Conformément à la tradition médiévale, une porte ouvre directement sur le premier étage, afin de renforcer la protection des occupants. Celle-ci était uniquement accessible par une échelle. Le donjon était autrefois entouré d'une enceinte quadrangulaire, flanquée de tours d'angle. Elle était encore présente au début du XIXe siècle. À proximité subsistent les restes d'une modeste chapelle, vestiges d'un village disparu qui entourait l'édifice, dominant la plaine de l'Arnoult.
Le donjon a été inscrit à l'inventaire supplémentaire des monuments historiques par arrêté du 14 mai 1925.

### Logis de Montfabien
Ce logis, dont les origines ne semblent pas antérieures au XVIIIe siècle, fut la propriété de la famille Baron à la veille de la révolution. Il se compose d'un corps de logis rectangulaire établi sur deux niveaux, précédé d'une terrasse avec balustrade et escalier à volée unique. La façade du bâtiment, très sobre, est percée d'une porte surmontée d'un fronton triangulaire de tradition classique. De part et d'autre de la porte d'entrée se trouvent deux niches ornées de coquilles.

## Héraldique
| Blason de Saint-Sulpice-d'Arnoult | Blason  | Tiercé en pairle renversé: au 1 de gueules à un livre ouvert d'or aux pages d'argent écrites de sable, à une crosse d'or brochante, au 2 de sinople à trois gousses de haricot d'or posées en pal et rangées en fasce, au 3 d'azur à la burelle ondée d'argent surmontée d'une fleur de lis d'or. |
| Blason de Saint-Sulpice-d'Arnoult | Détails | Créé par JF Binon. Site de la Commune 2024 |

## Équipements et services

### Enseignement
La commune est en regroupement pédagogique (RPI) avec les communes voisines des Essards et de Plassay. Si l'école maternelle se situe à Plassay, l'école de Saint-Sulpice-d'Arnoult accueille les élèves inscrits en CP et CE1, tandis que les élèves du CE2 au CM2 sont scolarisés à l'école primaire des Essards. Un bus gratuit permet aux élèves de rejoindre leur école et de regagner leur domicile après les cours. Un service de garderie a été mis en place conjointement. La commune comptait 75 élèves inscrits en 2003, 76 en 2004 et 89 en 2005
Le collège public le plus proche est celui de Saint-Porchaire, tandis qu'un complexe regroupant un collège et lycée privé est implanté à Pont-l'Abbé-d'Arnoult. Les lycées publics les plus proches se situent à Rochefort et Saintes.

### Sports
La commune dispose d'un terrain de sport équipé pour le football, d'une surface de jeu pour la pratique du basket-ball et d'un court de tennis.

## Vie locale

### Animations
Les principales animations de la commune sont la frairie de l'Assomption et la fête de la Mojhette, qui a lieu chaque année le dernier dimanche d'août.

## Galerie d'images

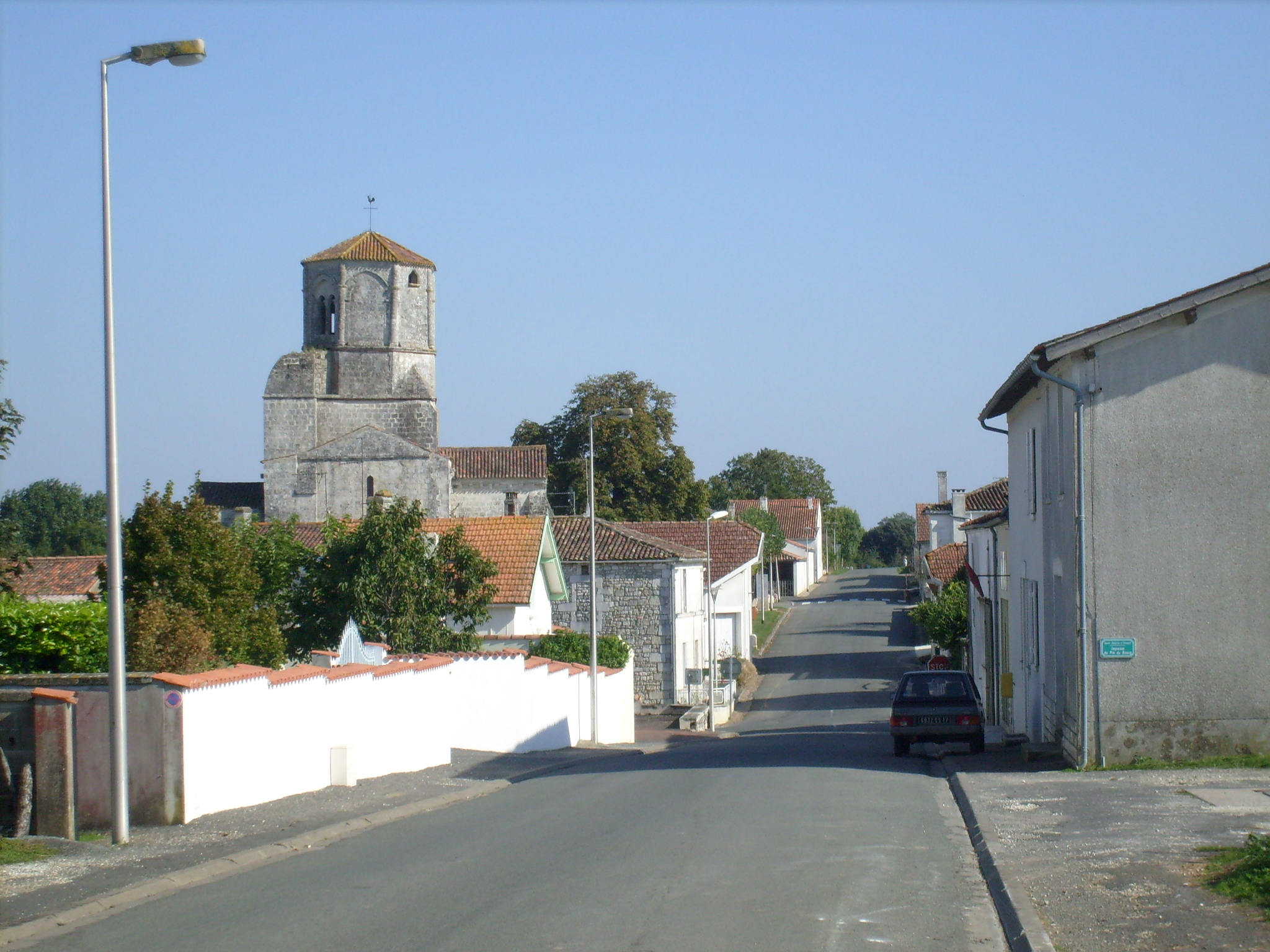
L'entrée du village.
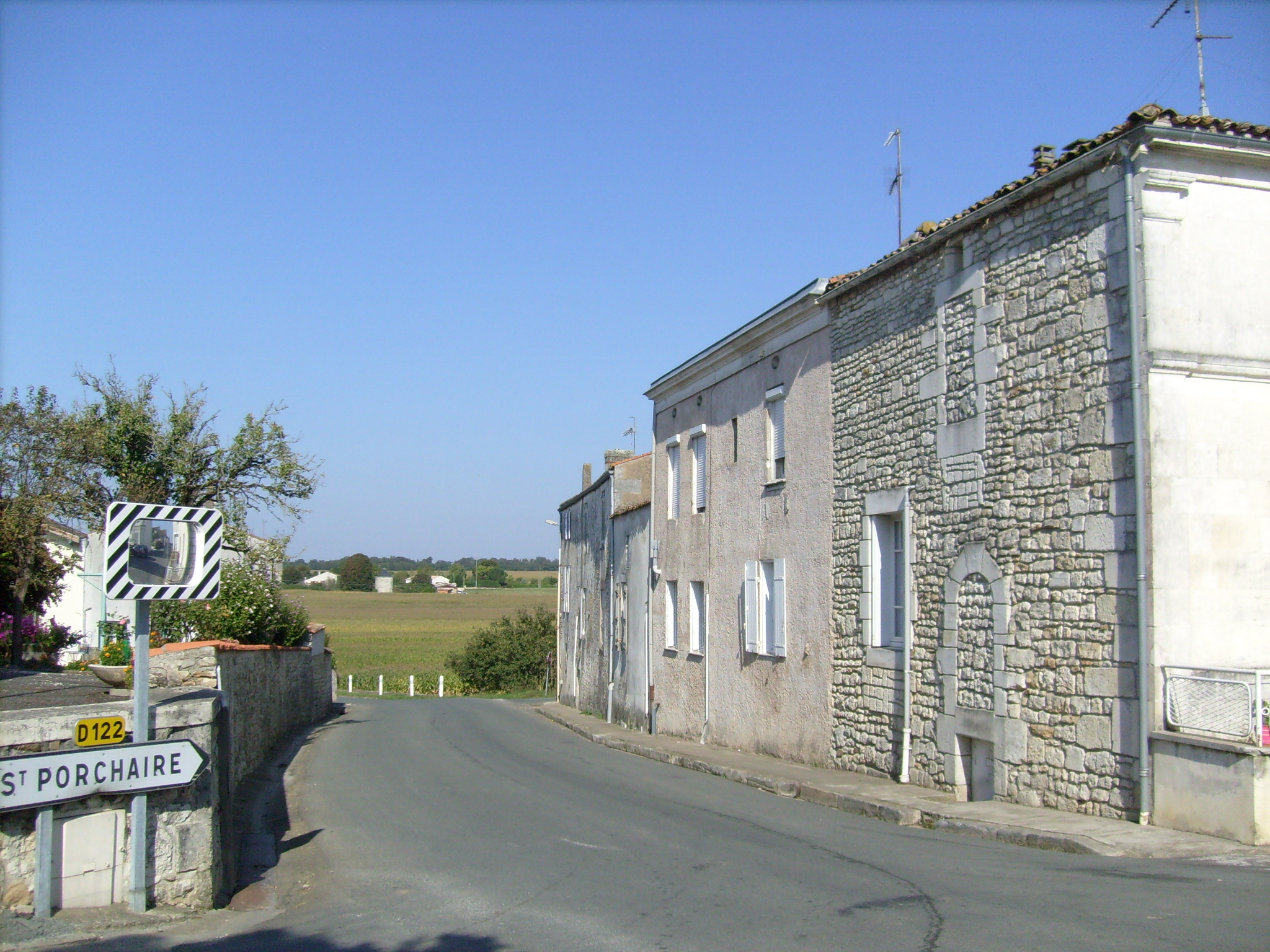
Anciennes demeures Saintongeaises.
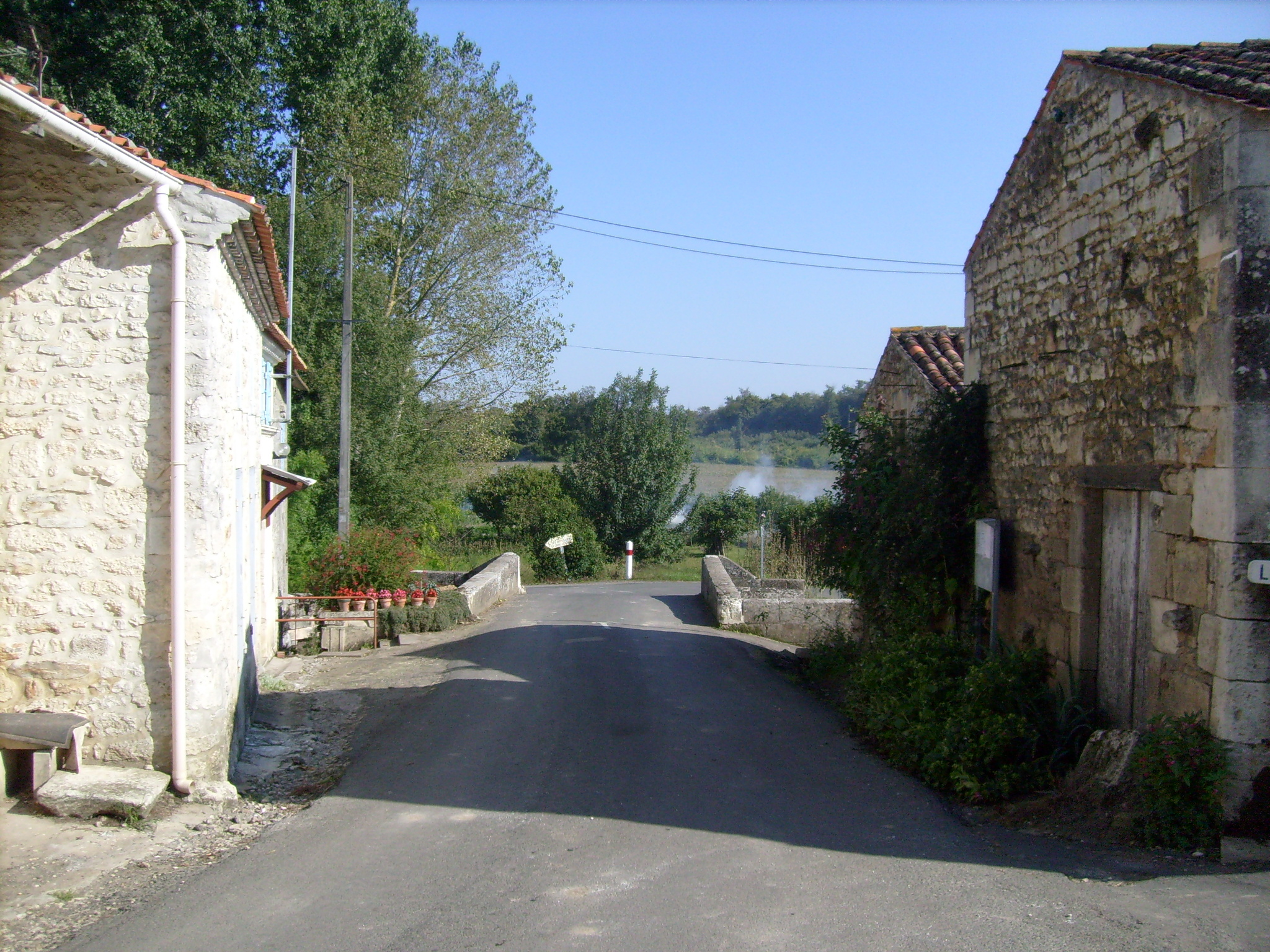
Le hameau de l'Isleau.
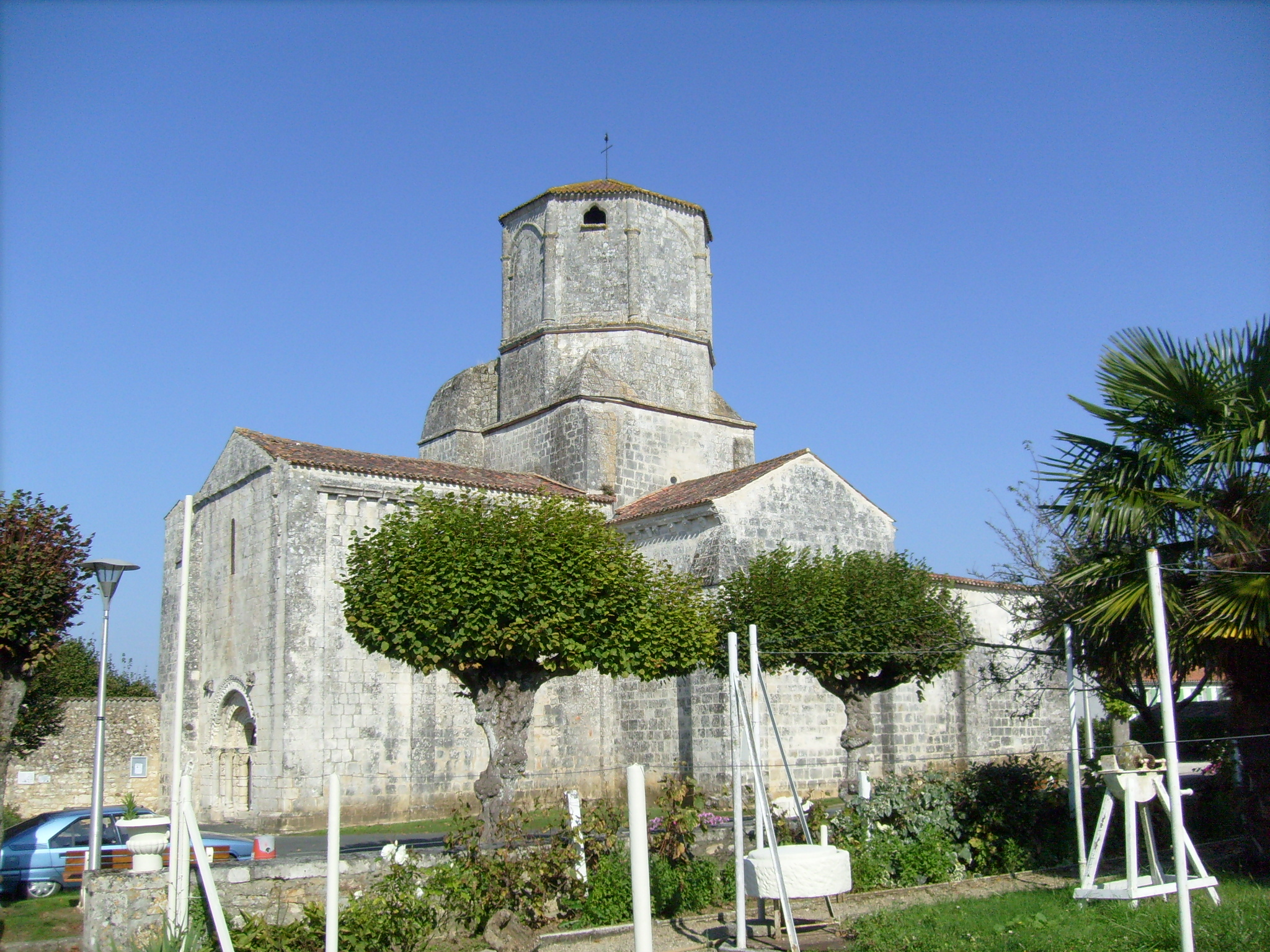
L'église Saint-Sulpice.